# Почётный гражданин Братска
Почётный граждани́н Бра́тска является высшей формой признания заслуг гражданина перед городом Братском..
Основаниями для присвоения звания «Почетный гражданин города Братска» являются: 
- существенный вклад в развитие города Братска и обеспечение благополучия его населения;
- инициатива и успехи в развитии городского самоуправления;
- высокое профессиональное мастерство и многолетний добросовестный труд;
- выдающиеся заслуги в области науки, техники, культуры, искусства, физкультуры и спорта, воспитания и образования, здравоохранения, охраны окружающей среды и обеспечения экологической безопасности, укрепления мира и международного сотрудничества, развития экономики и производства, градостроительства и архитектуры, охраны правопорядка и общественной безопасности и иных областях;
- достижения в организации и осуществлении благотворительной и попечительской деятельности в городе;
- иная созидательная деятельность, способствующая развитию г. Братска, повышению его роли и авторитета.

Звание «Почетный гражданин города Братска» присваивается гражданам Российской Федерации, иностранным гражданам и лицам без гражданства. 
Присвоение звания «Почетный гражданин города Братска» не связывается с фактом рождения удостоенных лиц в городе Братске или проживания на его территории.
Первым почётным гражданином Братска стал Иван Иванович Наймушин — организатор и руководитель строительного управления «Братскгэсстрой».
С 1972 года по 2005 год этого звания удостоено 34 человека.

## Список почётных граждан
- Вершинин, Виктор Иванович
- Вершинин, Владимир Иванович
- Галин, Антон Герасимович
- Гиндин, Арон Маркович
- Добронравов, Николай Николаевич
- Елохин, Александр Александрович
- Зубков, Александр Юрьевич
- Иноземцев, Алексей Александрович
- Казаков, Виктор Степанович
- Каргина, Галина Михайловна
- Князев, Константин Андреевич
- Кобзон, Иосиф Давидович
- Мазуренко, Николай Маркович
- Макаров, Александр Лукич
- Михасенко, Геннадий Павлович
- Мокровицкий, Валентин Иннокентьевич
- Мошкович, Ревекка Лазаревна
- Наймушин, Иван Иванович
- Наливкина, Вера Владимировна
- Овсянникова, Анна Георгиевна
- Олонцев, Михаил Иванович
- Панасенков, Василий Петрович
- Панин, Василий Михайлович
- Пахмутова, Александра Николаевна
- Пашков, Игорь Михайлович
- Поликарпов, Олег Петрович
- Пудлин, Павел Оскарович
- Ротфорт, Михаил Сумерович
- Рудых, Василий Михайлович
- Рыков, Петр Яковлевич
- Сербский, Виктор Соломонович
- Слепенко, Лидия Александровна
- Тонких, Анна Генадьевна
- Шуба, Виталий Борисович
- Юсфин, Фридрих Павлович
- Серебренников Сергей Васильевич
- Зарубин Илья Русланович